# Lembosina ericae
Lembosina ericae är en svampart som tillhör divisionen sporsäcksvampar, och som beskrevs av Birgitta Eriksson. Lembosina ericae ingår i släktet Lembosina, och familjen Asterinaceae. Arten är reproducerande i Sverige.